# Všední hřích
Všední hřích (také lehký hřích, každodenní vina) je v pojetí katolického a pravoslavného křesťanství takový hřích, který nemá za následek úplné odvrácení člověka od Boha, nýbrž "pouze" částečnou ztrátu milosti. Pojem se používá v protikladu ke smrtelnému hříchu.
Zatímco smrtelný hřích zcela přerušuje vztah mezi člověkem a Bohem („duchovní smrt“ – proto smrtelný), všedním hříchem je tento vztah pouze poškozen, oslaben. (KKC 1863)
Všedním hřích má podle Katechismu katolické církve (KKC 1859) tři hlavní kritéria:
1. jeho předmětem není závažná látka (závažnost hříchů má mnoho stupňů, hlavním kritériem je Desatero),
2. není spáchán s plným vědomím (tj. člověk si není vědom toho, že jeho skutek odporuje Božímu zákonu),
3. není spáchán s uváženým souhlasem (např. pod nátlakem, v důsledku nemoci, v „hnutí smyslnosti a vášně“; opět může mít mnoho stupňů).

Lehký hřích je nevyhnutelný (1J 1, 8 (Kral, ČEP)), může však vést ke smrtelným hříchům a oslabuje ctnosti – důsledkem opakování hříchů, i lehkých, může být neřest (KKC 1865). Prostředkem odpuštění všedních hříchů je eucharistie (KKC 1394), vyznávat tyto hříchy při svátosti smíření tedy není nezbytné, pouze doporučené (KKC 1458). Lehký hřích je nedokonalý hřích, vlastně ani ne hřích jako takový, nenarušuje poslední cíl člověka.
Rozlišení na lehké a těžké hříchy bývá odůvodňováno i odkazem na bibli (1J 5, 16–17 (Kral, ČEP)), protestantské církve ho nicméně obvykle z různých důvodů odmítají (Jan Kalvín ho v Institucích nazývá „tropením nejapných žertů z Boha“ a prohlašuje, že „hříchy věřících jsou odpustitelné, nikoli proto, že si nezasluhují smrti, nýbrž poněvadž pro milosrdenství Boží není již žádného odsouzení těm, kteří jsou v Kristu Ježíši“.). Některé protestantské církve nicméně uznávají, že „hříchy nejsou stejné, i když pocházejí z téhož pramene zkaženosti a nevěry, ale že jedny jsou těžší než druhé“ (Druhá helvetská konfese VIII,4). Učení o rovnosti hříchů bylo součástí některých herezí (Jovinianus).
Český římskokatolický teolog Albert Beneš uvádí ve svých skriptech Morální teologie mezi všedními hříchy například marnotratnost, krádež, která okradeného závažněji nepoškodí (hranicí je „částka nezbytná k denní sustenaci okradeného a jeho rodiny“), méně závažnou neposlušnost dětí vůči rodičům, lež, která nepůsobí velkou škodu, bezvýznamné případy potupy, naslouchání pomluvám a nactiutrhání se zalíbením (aktivní pomluva a nactiutrhání jsou hříchy těžké), částečné zanedbávání modlitby, zbytečné přísahy (křivá přísaha je ale těžkým hříchem), ve většině případů pověry a jednorázové konzultace věštce (habituální je ale těžkým hříchem), jednotlivou účast na spiritistické seanci (zvláště je-li vyvolána zvědavostí), braní Božího jména nadarmo (neobsahuje-li přímo potupení Boha), polibky a objetí vyjadřující smyslnost, nestřídmost v jídle a menší opilost (která nevede k odnětí užívání rozumu).